# آاگ گ.۳

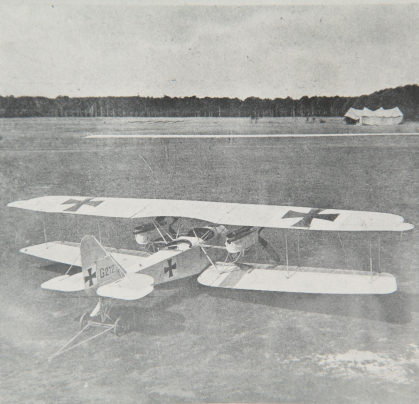
تصویری از آاگ گ.۳

آاگ گ.۳ (به انگلیسی: AEG G.III) یک هواگرد ساختِ کارخانهٔ آاگ در کشور امپراتوری آلمان است. نخستین استفاده‌کنندهٔ این هواپیما لوفت‌اشترایت‌کرفته بوده‌است.